# Sean McAuley
Sean McAuley (Sheffield, Inglaterra, 23 de junio de 1972) es un exjugador y entrenador de fútbol inglés. Actualmente dirige al Indy Eleven.

## Carrera como jugador
McAuley, nacido en Sheffield, comenzó su carrera futbolística en el Manchester United y se incorporó al club en julio de 1988. Se convirtió en profesional el 21 de junio de 1990, pero fue vendido al St. Johnstone por 80.000 libras esterlinas dos años después, sin haber hecho ni una aparición en el primer equipo del United.

## Carrera como entrenador
Se convirtió en entrenador interino del Sheffield Wednesday entre el despido de Paul Sturrock y el nombramiento de Brian Laws a finales de octubre y principios de noviembre de 2006, respectivamente.Estuvo a cargo de cuatro partidos del primer equipo, ganando tres y empatando uno. Las victorias fueron sobre Queens Park Rangers, Crystal Palace y Leicester City. El empate fue un marcador de 2-2 ante el Wolverhampton.
Tras el despido de Brian Laws el 13 de diciembre de 2009, McAuley fue reinstalado como entrenador interino, hasta que se pudiera encontrar un reemplazo.Más tarde, estuvo involucrado con el club para construir relaciones de asociación con clubes de América del Norte. Ha desarrollado vínculos con clubes del norte de California y Michigan, y en abril de 2009 viajó a Canadá para realizar sesiones de entrenamiento con Victoria Highlanders.
Sin embargo, en julio de 2012, McAuley dejó al Sheffield Wednesday para convertirse en asistente técnico del Portland Timbers de la Major League Soccer.En agosto de 2018, se unió al cuerpo técnico de James O'Connor en Orlando City como entrenador asistente.
En enero de 2020, McAuley se unió al cuerpo técnico de Adrian Heath en Minnesota United como técnico asistente.En octubre de 2023, McAuley fue nombrado entrenador interino del club tras el despido de Heath.El 5 de diciembre, fue ratificado en su cargo para el inicio de la temporada 2024.Sin embargo, el 5 de enero de 2024, anunció que no continuaría en el cargo.
El 8 de enero de 2024, fue anunciado como entrenador del Indy Eleven.

## Clubes

### Como jugador
| Club                  | País           | Año       |
| --------------------- | -------------- | --------- |
| St. Johnstone         | Escocia        | 1992-1995 |
| Chesterfield (cedido) | Inglaterra     | 1994      |
| Hartlepool United     | Inglaterra     | 1995-1997 |
| Scunthorpe United     | Inglaterra     | 1997-2000 |
| Scarborough (cedido)  | Inglaterra     | 1999      |
| Rochdale (cedido)     | Inglaterra     | 2000-2002 |
| Portland Timbers      | Estados Unidos | 2002      |
| Halifax Town          | Inglaterra     | 2002-2005 |

### Como entrenador
| Club                | País           | Año           |
| ------------------- | -------------- | ------------- |
| Sheffield Wednesday | Inglaterra     | 2006          |
| Sheffield Wednesday | Inglaterra     | 2009-2010     |
| Minnesota United    | Estados Unidos | 2023-2024     |
| Indy Eleven         | Estados Unidos | 2024-presente |